# Bell 430
Il Bell 430 è un elicottero bimotore prodotto dalla azienda statunitense Bell Helicopter. Questo velivolo è una versione allungata e potenziata del Bell 230, che a sua volta è basato sul Bell 222.

## Progettazione e sviluppo
Durante gli sviluppi dei modelli Bell 222 e Bell 230 la Bell cominciò una prima progettazione per un velivolo basato sui primi due ma più lungo e potente. Il primo volo del prototipo venne effettuato 25 ottobre 1994, un secondo prototipo effettuò le prime prove di volo il 19 dicembre 1994.
Quando nel 1995 terminò la produzione dei 230 venne avviata quella dei nuovi 430. I primi esemplari vennero terminati nello stesso anno e le consegne iniziarono nel 1996.
Il 24 gennaio 2008, Bell ha annunciato l'intenzione di interrompere la produzione del suo modello 430. La produzione si è conclusa dopo il completamento di 136 elicotteri, con l'ultimo consegnato nel maggio 2008.

## Utilizzatori

### Governativi
Stati Uniti
- New York State Police

6 Bell 430 in servizio al marzo 2025.

### Militari
Rep. Dominicana
- Fuerza Aérea Dominicana

1 Bell 430 consegnato ed in servizio al giugno 2019.
 Ecuador
- Armada del Ecuador

2 Bell 430 acquistati usati negli Stati Uniti nel 2010 e tutti in servizio al maggio 2019.

## Galleria d'immagini

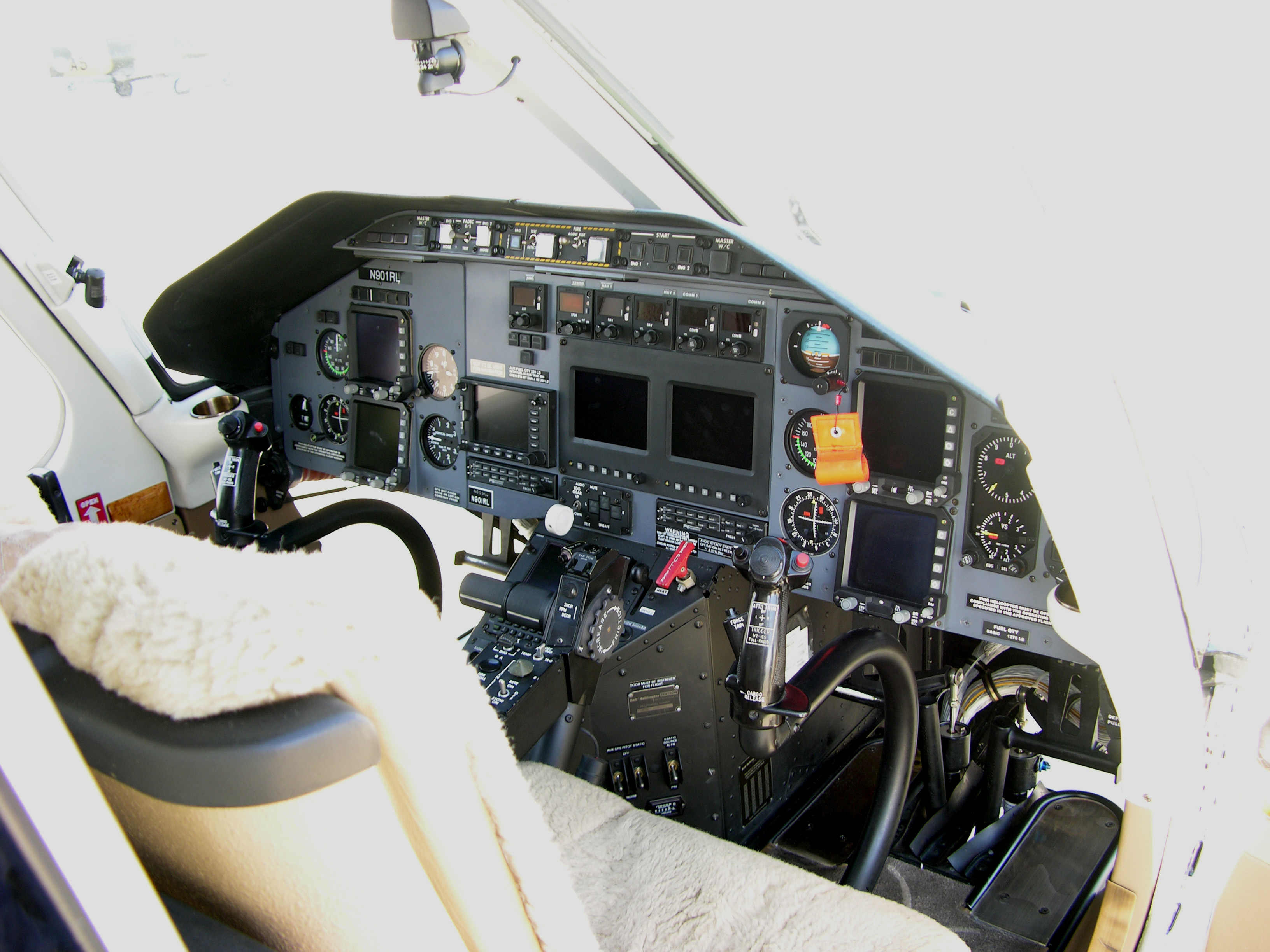
Particolare del cockpit di un Bell 430
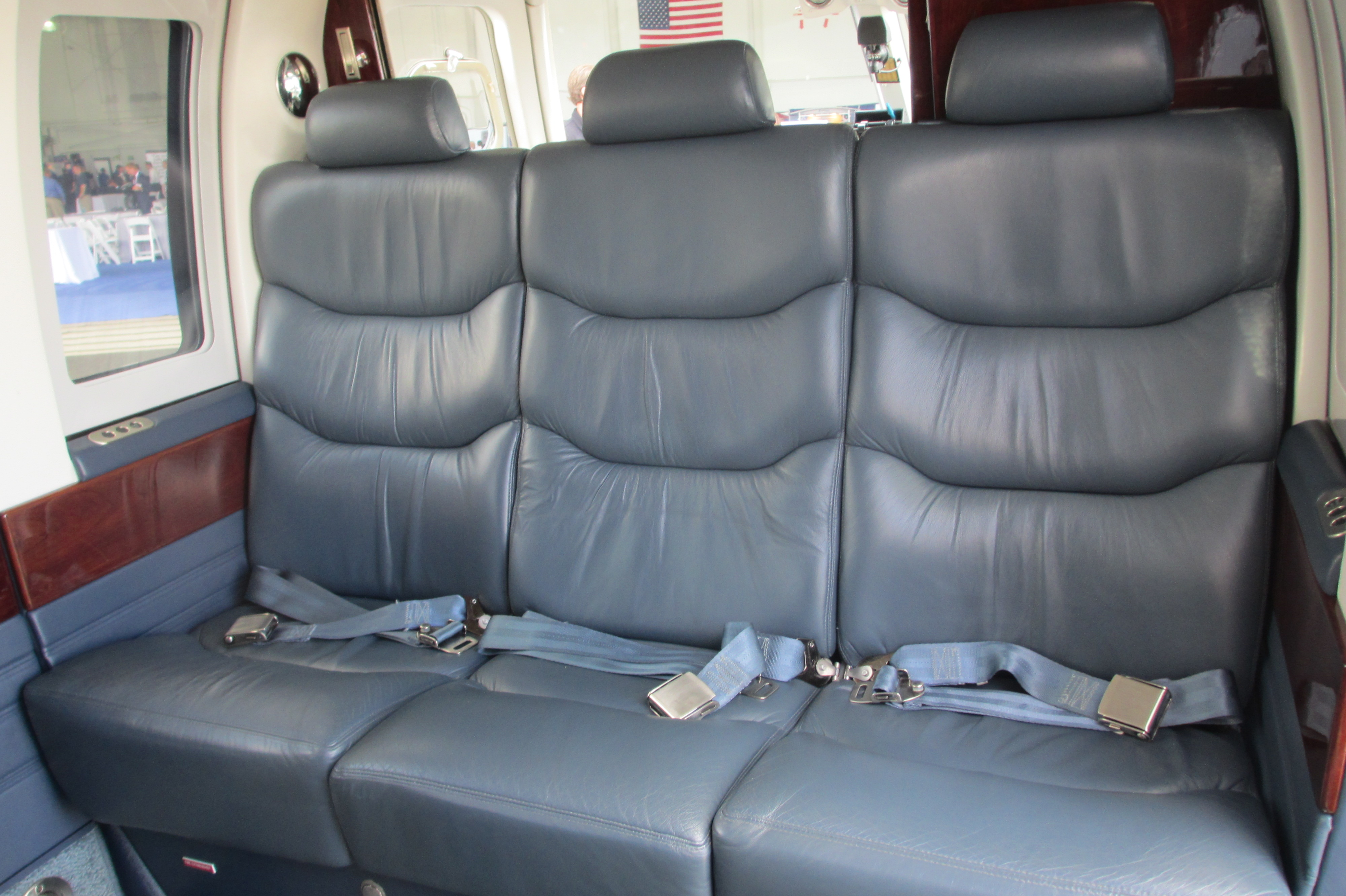
Particolare degli interni di un Bell 430
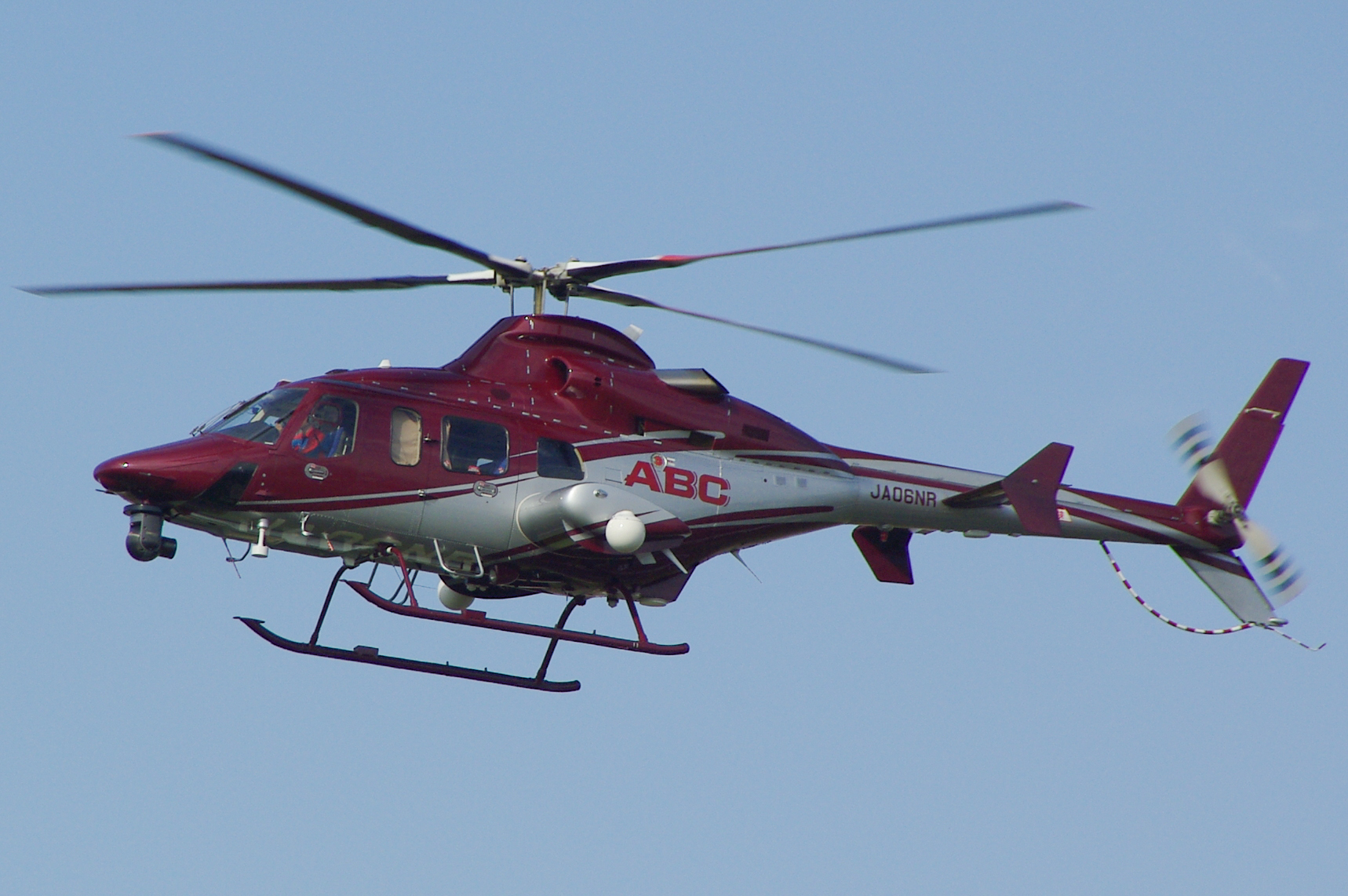
Bell 430 utilizzato per effettuare riprese